# Isaak Israilevič Brodskij
Isaak Israilevič Brodskij (in russo Исаа́к Изра́илевич Бро́дский? ; Sofievka, 6 gennaio 1884, 25 dicembre 1883 secondo il calendario giuliano – Leningrado, 14 agosto 1939) è stato un pittore sovietico.

## Biografia
Fra i principali esponenti del realismo socialista, è noto per i ritratti dei leader bolscevichi e per opere che immortalano importanti momenti della vita politica della Russia post-rivoluzionaria, come il famoso dipinto del 1924 Cerimonia di apertura del II congresso della Terza Internazionale.